# Aaron Lennon
Aaron Justin Lennon, född 16 april 1987 i Chapeltown, Leeds, är en engelsk före detta fotbollsspelare (mittfältare).

## Karriär
Som 16-åring blev han den yngste någonsin att spela i Premier League. Vid 14 års ålder blev han den yngste som har blivit sponsrad någonsin och företaget var inget mindre än Adidas. Han spelade tidigare i Leeds. Han var även med i Englands VM-trupp i VM i Tyskland 2006. Han är känd för sin snabbhet. 
Säsongen 12/13 fick Lennon testa på att vara lagkapten under ett par matcher då både Scott Parker och Younes Kaboul skadade samtidigt som Michael Dawson var förpassad till bänken.
Den 23 januari 2018 värvades Lennon av Burnley. Den 2 september 2020 gick han till turkiska Kayserispor. Den 25 augusti 2021 återvände Lennon till Burnley, där han skrev på ett ettårskontrakt. Den 15 november 2022 meddelade Lennon att han skulle avsluta sin spelarkarriär.